# 映画ビジネススクール
映画ビジネススクールは東京都品川区港南にかつて存在した製作プロデューサー・宣伝・配給の学校。映画業界への就職を目指している人を対象にしていた。

## 概要
- 元クロックワークス社長で、現チャンスイン社長の酒匂暢彦氏が立ち上げた映画プロデューサー育成の為の学校。
- 映画制作会社の株式会社CHANCE iN（チャンス イン）、株式会社ジョリー・ロジャーと、情報システム管理のクリエイティブキャストが業務提携を結び、運営を行っている。
- 映画配給や企画プロデュースなど、映画業界の業種への就職・起業をめざした、社会人の学生が多い。
- チャンスイン社および株式会社ジョリー・ロジャーの社員募集に応募すると各会社説明会に呼ばれるが、実際は採用に関しての説明は一切無く本スクールへの入学を促す入学説明会でしかなく、２社の個人情報の取り扱いと採用詐欺的なやり方に一時SNSが炎上した。

## 沿革
- 2011年　新宿区四谷にPRODUCER'S LABOとして開校
- 2012年　学校名をPRODUCER'S LABOから、映画ビジネススクールに改名。

## カリキュラム
各コースともに、現役業界人にこだわった専任講師による講義の他、関わる様々な業種について、
実際にその業種で活躍している方々を講師として招いて講義をしてもらっている。
製作コース
夜間主の6ヶ月コース。企画から、撮影、配給・宣伝、二次利用まで、映画製作のあらゆる段階についてトータルに学ぶ。
宣伝コース
夜間主の6ヶ月コース。映画の買い付けから、ブッキング（営業）、宣伝まで映画公開に関わる過程を集中的に学ぶ。
脚本コース
夜間主の6ヶ月コース。シナリオ企画から実習まで、実践的に設計図としての脚本理論を学ぶ。

## 講師
- 別所哲也（特別講師）
- 行定勲（特別講師）

など

## 所在地
東京都港区港南2-14-14 品川インターシティフロント 4F　最寄り駅は品川駅。港南口から徒歩3分
同地にある、クリエイティブキャストの施設にて講義をおこなっていた。